# 穆阿泽
穆阿泽（法語：Mouazé，法語發音：[mwaze]）是法国伊勒-维莱讷省的一个市镇，位于该省中部偏北，属于雷恩区。

## 地理
穆阿泽（48°13'54"N, 1°36'35"W）面积8.39 平方千米，位于法国布列塔尼大區伊勒-维莱讷省，该省份为法国西北部沿海省份，位于布列塔尼半岛东部，北濒大西洋，西接阿摩尔滨海省和莫尔比昂省，南至大西洋卢瓦尔省，西南端接曼恩-卢瓦尔省，东临马耶讷省，东北与芒什省接壤。
与穆阿泽接壤的市镇（或旧市镇、城区）包括：圣叙尔皮斯拉福雷、贝通、伊莱河畔沙内、舍韦涅、圣欧班多比涅。

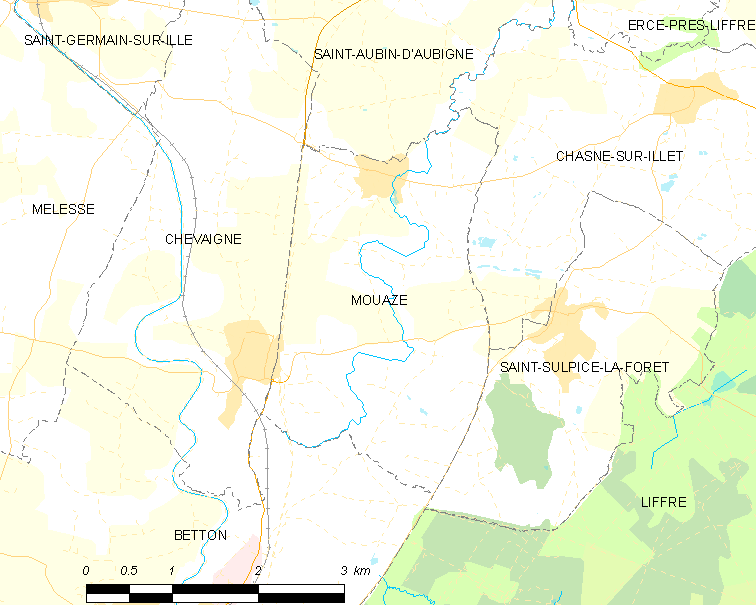
穆阿泽的OSM定位图

穆阿泽的时区为UTC+01:00、UTC+02:00（夏令时）。

## 行政
穆阿泽的邮政编码为35250，INSEE市镇编码为35197。

## 政治
穆阿泽所属的省级选区为瓦勒库埃农县。

## 人口

1962-2008年间穆阿泽人口变化图示

穆阿泽于2022年1月1日时的人口数量为1728人。